# Parque del Lago Trasimeno
El parque del Lago Trasimeno es un parque regional que se extiende por la región italiana de Umbría, en la provincia de Perugia. Fue creado por ley regional n.º 9 del 3 de marzo de 1995 con el objetivo de proteger y revalorar una zona de altísimo valor naturalístico e histórico-artístico como la del lago Trasimeno y los municipios de su comprensorio.

## Municipios del Comprensorio del Lago Trasimeno
El parque es gestionado por un Consorcio del que forman parte además de la provincia de Perugia los municipios de:
- Castiglione del Lago
- Magione
- Panicale
- Passignano sul Trasimeno
- Tuoro sul Trasimeno

Y también otros municipios que forman parte de la Comunità Montana Monti del Trasimeno:
- Bettona
- Cannara
- Corciano
- Deruta
- Marsciano
- Paciano
- Piegaro
- Città della Pieve